# جادوگر: بخش ۱. انهدام
جادوگر: بخش ۱. انهدام (به انگلیسی: The Witch: Part 1. The Subversion) فیلمی در ژانر اکشن ترسناک معمایی به نویسندگی و کارگردانی پارک هون جونگ و محصول سال ۲۰۱۸ کره جنوبی است. کیم دا-می، جو مین-سو، چوی وو-شیک، کیم بیونگ-اوک و پارک هی-سون بازیگران فیلم هستند. داستان فیلم دربارهٔ یک دانش‌آموز دختر دورهٔ آموزش متوسطه با اختلال یادزدودگی است که سعی در کشف اتفاقی دارد که برایش رخ داده است. تمامی این مسائل او را به سمت مشکلات عمیق‌تری سوق می‌دهد و در نهایت تاریکی را که هیچ وقت تصورش را نمی‌کرد، برایش آشکار می‌سازد.
این فیلم در تاریخ ۲۷ ژوئن ۲۰‍۱۸، در کشور کره جنوبی به نمایش درآمد. دنبالهٔ آن تحت عنوان جادوگر: بخش ۲. دیگری در ۱۵ ژوئن ۲۰۲۲ اکران شد.